# Audi 50

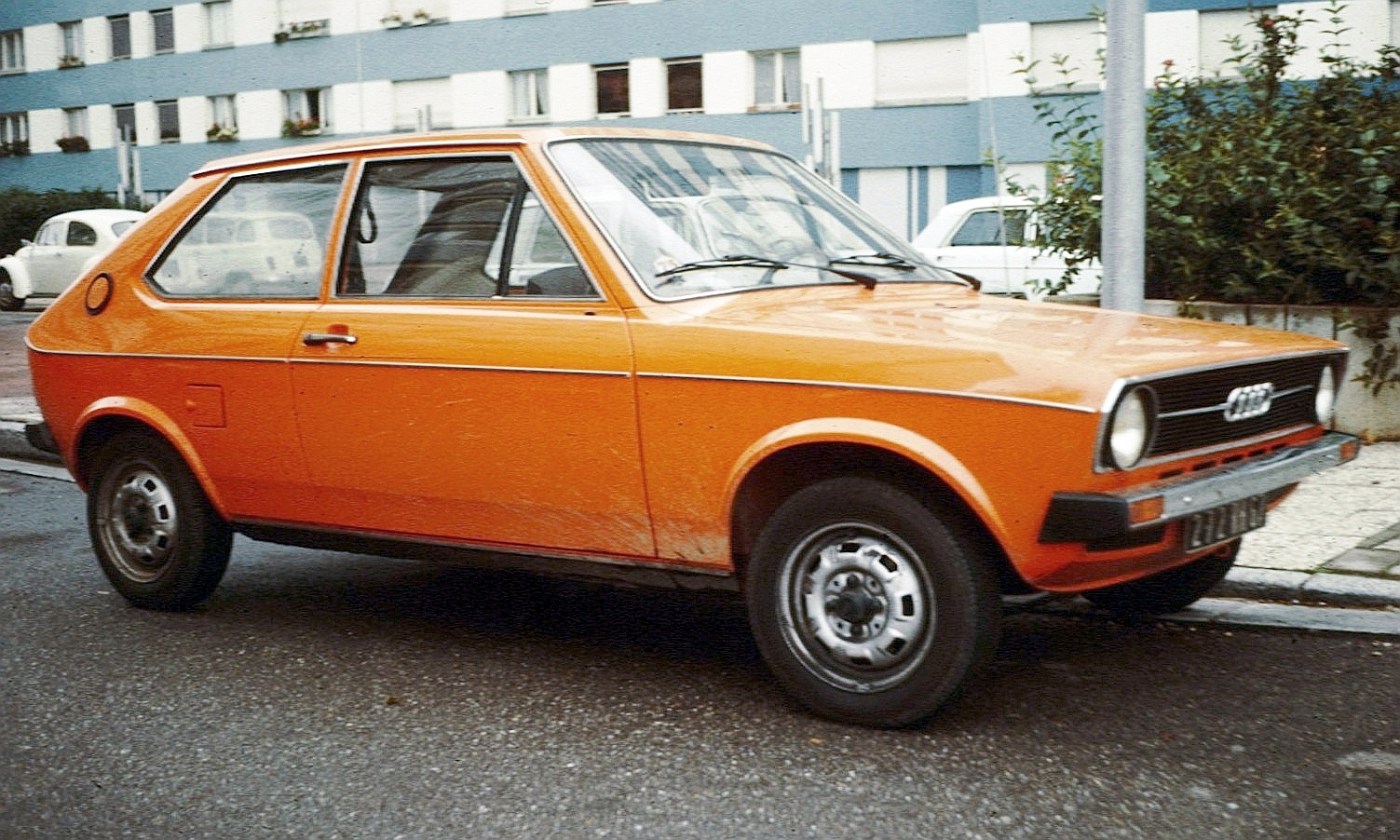

De Audi 50 (VW codenaam Typ 86) is een auto die van 1974 tot 1978 verkocht werd door Audi, maar is technisch gelijk aan de Volkswagen Polo en werd op dezelfde productielijn geproduceerd door de Audifabriek in Neckarsulm.

## Audi in het compacte segment
Het model, dat in september 1974 op de markt kwam, is de eerste Audi in de compacte klasse. De auto werd in slechts 21 maanden ontworpen door de samengevoegde Audi en NSU ontwikkelafdeling in Ingolstadt, onder leiding van Audi-chefontwerper Ludwig Kraus, in opdracht van Volkswagen-directeur Rudolf Leidig. De opdracht luidde om een opvolger te maken voor de kleine NSU-modellen, met voorwielaandrijving en de motor voorin (de NSU's in kwestie hebben de motor achterin en achterwielaandrijving). Dat de auto van meet af aan ook als Volkswagen is ontworpen, blijkt uit de Duitse toelatingspapieren, die als fabrikant "VW VOLKSWAGENWERK" vermelden. Slechts een enkel prototype heeft "AUDI / NSU AUTO UNION" op de toelatingspapieren staan. Dat er niet voor NSU als merknaam is gekozen, komt doordat deze merknaam binnen het Volkswagen-concern geleidelijk aan werd verlaten. De NSU Ro80 is de laatste auto met die merknaam, het laatste daadwerkelijk als NSU ontwikkelde model is als Volkswagen K70 op de markt gebracht.
De Volkswagen-versie van de Audi 50, Volkswagen Polo genaamd, was oorspronkelijk bedoeld als goedkope versie van de Audi 50 en kwam pas 7 maanden later in 1975 op de markt. De Polo heeft een soberder uitgevoerd interieur en minder krachtiger motoren. Na enkele jaren wordt uit marketingoverwegingen besloten om uitsluitend luxere, grote auto's met het merk Audi op de markt te brengen en vanaf juli 1978 wordt het model uitsluitend nog als Volkswagen Polo geproduceerd. In 1977 komt de sedanversie van deze auto, het eveneens oorspronkelijk als Audi bedoelde model Volkswagen Derby op de markt. Pas veel later, in 2000, keert Audi in het compacte segment terug met de (eveneens op de VW Polo gebaseerde) Audi A2.

## Versies
Alle Audi 50 modellen zijn uitgerust met een viercilinder benzinemotor:
- Audi 50 L (0.9 l HA motor, 40 pk)
- Audi 50 LS (1.1 l HB motor, 50 pk)
- Audi 50 GL (1.1 l HC motor, 60 pk)
- Audi 50 GLS (1.3 l HH motor, 62 pk)

## Roest
Door de extreme roestgevoeligheid van de auto (VW gebruikte goedkoop plaatstaal en paste vrijwel geen roestbescherming toe) zijn er van de 180.828 geproduceerde exemplaren vrijwel geen meer overgebleven. In Duitsland waren er in 2005 nog maar 558 exemplaren bekend bij de autoriteiten, het aantal daadwerkelijk goede auto's ligt nog veel lager.